# Prigorodnaja Słobodka
Prigorodnaja Słobodka (ros. Пригородная Слободка) – wieś (ros. село, trb. sieło) w zachodniej Rosji, w sielsowiecie gorodienskim rejonu lgowskiego w obwodzie kurskim.

## Geografia
Miejscowość położona jest nad Sejmem, 4 km od centrum administracyjnego sielsowietu (Gorodiensk), 1 km na północny wschód od centrum administracyjnego rejonu (Lgow), 61 km na zachód od Kurska, 7,5 km od drogi regionalnego znaczenia 38K-017 (Kursk – Lgow – Rylsk – granica z Ukrainą) – część trasy europejskiej E38.
We wsi znajdują się ulice: Asiejewa, Bolszaja Słobodka, Budionnogo, Kalinina, Komsomolskaja i K. Marksa (347 posesji).
Klimat
Miejscowość, jak i cały rejon, znajduje się w strefie klimatu kontynentalnego z łagodnym ciepłym latem i równomiernie rozłożonymi opadami rocznymi (Dfb w klasyfikacji klimatów Köppena).

## Demografia
W 2010 r. wieś zamieszkiwało 551 osób.